# فده آلوارز
فده آلوارز (انگلیسی: Fede Álvarez؛ زادهٔ ۹ فوریهٔ ۱۹۷۸) کارگردان، فیلم‌نامه‌نویس و تهیه‌کننده اهل اروگوئه است که از سال ۲۰۰۱ میلادی تاکنون مشغول فعالیت بوده‌است. او به کارگردانی فیلم‌های مرده شریر (۲۰۱۳) و نفس نکش (۲۰۱۶) و دختری در تار عنکبوت(۲۰۱۸) مشهور است.

## زندگی و حرفه
آلوارز در مونته‌ویدئو اروگوئه متولد شد. در سال ۲۰۰۹، او فیلم کوتاه خود را به نام !Ataque de Pánico در یوتیوب منتشر کرد. قبل از پخش آنلاین، این فیلم در تاریخ ۳۱ اکتبر ۲۰۰۹ در جشنواره فیلم Buenos Aires Rojo Sangre به نمایش درآمده بود.

## فیلم‌شناسی
| سال  | عنوان                                | کارگردان | نویسنده | تهیه‌کننده | یادداشت‌ها                             |
| ---- | ------------------------------------ | -------- | ------- | --------- | ------------------------------------- |
| ۲۰۱۳ | مرده شریر                            | آری      | آری     | نه        | همچنین نویسنده آهنگ Baby, Little Baby |
| ۲۰۱۶ | نفس نکش                              | آری      | آری     | آری       | همچنین تکنواز ویولا در موسیقی متن     |
| ۲۰۱۸ | دختری در تار عنکبوت                  | آری      | آری     | نه        |                                       |
| ۲۰۲۱ | آشوب مدام                            | آری      | نه      | نه        | فقط فیلم‌برداری دوباره                 |
| ۲۰۲۱ | نفس نکش ۲                            | نه       | آری     | آری       | پس تولید                              |
| ۲۰۲۱ | کشتار با اره‌برقی در تگزاس (بدون نام) | نه       | نه      | آری       | فیلم‌برداری                            |

| سال  | عنوان             | کارگردان | نویسنده | تهیه‌کننده | تدوین‌گر | یادداشت‌ها                            |
| ---- | ----------------- | -------- | ------- | --------- | ------- | ------------------------------------ |
| ۲۰۰۱ | Los Pocillos      | آری      | نه      | نه        | آری     |                                      |
| ۲۰۰۳ | El Último Alevare | آری      | آری     | نه        | آری     |                                      |
| ۲۰۰۵ | El Cojonudo       | آری      | آری     | آری       | آری     |                                      |
| ۲۰۰۹ | Ataque de Pánico! | آری      | آری     | آری       | آری     | همچنین سرپرست جلوه‌های بصری و پویانما |
| ۲۰۱۷ | La peste          | نه       | نه      | نه        | نه      | آهنگساز                              |